# Quattro Giorni di Dunkerque 1984
La Quattro Giorni di Dunkerque 1984, trentesima edizione della corsa, si svolse dall'8 al 13 maggio su un percorso di 862 km ripartiti in 5 tappe (la quinta suddivisa in due semitappe) più un cronoprologo, con partenza e arrivo a Dunkerque. Fu vinta dal francese Bernard Hinault della La Vie Claire-Terraillon davanti al belga Jean-Luc Vandenbroucke e al francese Bruno Cornillet.

## Tappe
| Tappa  | Data      | Percorso                                  | km    | Vincitore di tappa | Leader cl. generale |
| ------ | --------- | ----------------------------------------- | ----- | ------------------ | ------------------- |
| Prol.  | 8 maggio  | Dunkerque > Dunkerque (cron. individuale) | 7,2   | Sean Yates         | Sean Yates          |
| 1ª     | 9 maggio  | Dunkerque > Dunkerque                     | 207,1 | Eric Vanderaerden  | Eric Vanderaerden   |
| 2ª     | 10 maggio | Dunkerque > Denain                        | 196,4 | Eddy Planckaert    | Bernard Hinault     |
| 3ª     | 11 maggio | Denain > San Quintino                     | 182   | Eric Vanderaerden  | Bernard Hinault     |
| 4ª     | 12 maggio | San Quintino > Armentières                | 177   | Kim Andersen       | Bernard Hinault     |
| 5ª-1ª  | 13 maggio | Hazebrouck > Hazebrouck                   | 0     | Rudy Matthijs      | Bernard Hinault     |
| 5ª-2ª  | 13 maggio | Dunkerque > Dunkerque                     | 92    | Walter Planckaert  | Bernard Hinault     |
| Totale | Totale    | Totale                                    | 862   |                    |                     |

## Dettagli delle tappe

### Prologo
- 8 maggio: Dunkerque > Dunkerque (cron. individuale) – 7,2 km

| Pos. | Corridore         | Squadra       | Tempo |
| ---- | ----------------- | ------------- | ----- |
| 1    | Sean Yates        | Peugeot       | 9'02" |
| 2    | Eric Vanderaerden | Panasonic     | a 3"  |
| 3    | Bernard Hinault   | La Vie Claire | a 4"  |

| Pos. | Corridore  | Squadra | Tempo |
| ---- | ---------- | ------- | ----- |
| 1    | Sean Yates | Peugeot |       |

### 1ª tappa
- 9 maggio: Dunkerque > Dunkerque – 207,1 km

| Pos. | Corridore         | Squadra   | Tempo    |
| ---- | ----------------- | --------- | -------- |
| 1    | Eric Vanderaerden | Panasonic | 5h46'33" |
| 2    | Dominique Lecrocq | Peugeot   | s.t.     |
| 3    | Francis Castaing  | Peugeot   | s.t.     |

| Pos. | Corridore         | Squadra   | Tempo |
| ---- | ----------------- | --------- | ----- |
| 1    | Eric Vanderaerden | Panasonic |       |

### 2ª tappa
- 10 maggio: Dunkerque > Denain – 196,4 km

| Pos. | Corridore       | Squadra       | Tempo    |
| ---- | --------------- | ------------- | -------- |
| 1    | Eddy Planckaert | Panasonic     | 5h00'43" |
| 2    | Bernard Hinault | La Vie Claire | s.t.     |
| 3    | Serge Beucherie | Coop-Hoonved  | s.t.     |

| Pos. | Corridore       | Squadra       | Tempo |
| ---- | --------------- | ------------- | ----- |
| 1    | Bernard Hinault | La Vie Claire |       |

### 3ª tappa
- 11 maggio: Denain > San Quintino – 182 km

| Pos. | Corridore         | Squadra        | Tempo    |
| ---- | ----------------- | -------------- | -------- |
| 1    | Eric Vanderaerden | Panasonic      | 4h41'13" |
| 2    | Bruno Wojtinek    | Renault-Elf    | s.t.     |
| 3    | Leo van Vliet     | Kwantum Hallen | s.t.     |

| Pos. | Corridore       | Squadra       | Tempo |
| ---- | --------------- | ------------- | ----- |
| 1    | Bernard Hinault | La Vie Claire |       |

### 4ª tappa
- 12 maggio: San Quintino > Armentières – 177 km

| Pos. | Corridore         | Squadra        | Tempo    |
| ---- | ----------------- | -------------- | -------- |
| 1    | Kim Andersen      | Coop-Hoonved   | 4h45'04" |
| 2    | Noël Segers       | Kwantum Hallen | s.t.     |
| 3    | Eric Vanderaerden | Panasonic      | a 30"    |

| Pos. | Corridore       | Squadra       | Tempo |
| ---- | --------------- | ------------- | ----- |
| 1    | Bernard Hinault | La Vie Claire |       |

### 5ª tappa - 1ª semitappa
- 13 maggio: Hazebrouck > Hazebrouck – 0 km

| Pos. | Corridore         | Squadra     | Tempo    |
| ---- | ----------------- | ----------- | -------- |
| 1    | Rudy Matthijs     | Splendor    | 3h09'35" |
| 2    | Eric Vanderaerden | Panasonic   | a 10"    |
| 3    | Bruno Wojtinek    | Renault-Elf | s.t.     |

| Pos. | Corridore       | Squadra       | Tempo |
| ---- | --------------- | ------------- | ----- |
| 1    | Bernard Hinault | La Vie Claire |       |

### 5ª tappa - 2ª semitappa
- 13 maggio: Dunkerque > Dunkerque – 92 km

| Pos. | Corridore           | Squadra    | Tempo    |
| ---- | ------------------- | ---------- | -------- |
| 1    | Walter Planckaert   | Panasonic  | 2h06'16" |
| 2    | Étienne De Wilde    | La Redoute | s.t.     |
| 3    | Ferdi Van den Haute | La Redoute | s.t.     |

| Pos. | Corridore              | Squadra       | Tempo     |
| ---- | ---------------------- | ------------- | --------- |
| 1    | Bernard Hinault        | La Vie Claire | 25h44'20" |
| 2    | Jean-Luc Vandenbroucke | La Redoute    | a 13"     |
| 3    | Bruno Cornillet        | La Vie Claire | a 23"     |

## Classifiche finali

### Classifica generale
| Pos. | Corridore              | Squadra                     | Tempo     |
| ---- | ---------------------- | --------------------------- | --------- |
| 1    | Bernard Hinault        | La Vie Claire-Terraillon    | 25h44'20" |
| 2    | Jean-Luc Vandenbroucke | La Redoute                  | a 13"     |
| 3    | Bruno Cornillet        | La Vie Claire-Terraillon    | a 23"     |
| 4    | Jean-Louis Gauthier    | Coop-Hoonved                | a 27"     |
| 5    | Alain Bondue           | La Redoute                  | a 31"     |
| 6    | Pierre Bazzo           | Coop-Hoonved                | a 46"     |
| 7    | Eddy Planckaert        | Panasonic                   | a 55"     |
| 8    | Leo van Vliet          | Kwantum Hallen-Decosol-Yoko | a 57"     |
| 9    | Eric Vanderaerden      | Panasonic                   | a 59"     |
| 10   | Serge Beucherie        | Coop-Hoonved                | a 1'07"   |